# Krajcy
Krajcy (biał. Крайцы; ros. Крайцы) – wieś na Białorusi, w obwodzie witebskim, w rejonie lepelskim, w sielsowiecie Domżarycy. W 2009 roku liczyła 67 mieszkańców.